# 고려다완

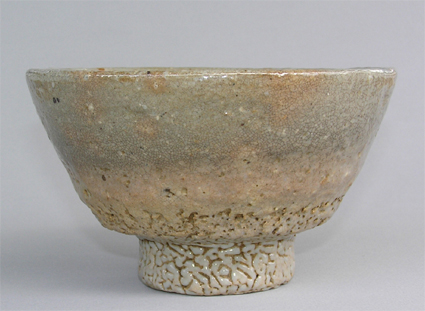

고려다완(일본어: 高麗茶碗 코우라이챠완[*])은 16세기 중반부터 일본 다도에서 사용된 그릇의 분류 중 하나이다. 한반도에서는 일상 잡기로나 쓰이던 사발 따위를 일본 다인들이 귀중히 여겨 다기로 사용한 것에서 비롯되었다. 이름은 고려다완이라 하지만 대부분 조선시대 제품이다.